# Rhodogastria erythronota
Rhodogastria erythronota är en fjärilsart som beskrevs av Jean Baptiste Boisduval 1847. Rhodogastria erythronota ingår i släktet Rhodogastria och familjen björnspinnare. Inga underarter finns listade.